# Apeiron
Den här artikeln behandlar det filosofiska begreppet Apeiron. För tidskriften, se Apeiron (tidskrift).
Apeiron (τὸ ἄπειρον, "det oändliga", "det obegränsade", "det formlösa") är den grekiske filosofen Anaximanders (verksam på 500-talet f.Kr.) bidrag till de joniska naturfilosofernas, atomisternas och några pythagoréers sökande efter alltings ursprung, ett urämne, arche.
Apeiron var inte i sig själv något enskilt ämne, snarare något evigt och gränslöst stort ur vilket enskilda ämnen och företeelser kan uppstå och till vilket de så småningom förgår. Anaximander lär ha myntat uttrycket to apeiron som skulle stå för att ”det är allt och inget bestämt”. Apeiron förknippade han med förändringar i naturen, som berodde på en verkan av två motsatspar: varmt och kallt respektive fuktigt och torrt på denna ”första materia”. Med detta var Anaximander den förste naturfilosofen att ställa upp en universell naturlag, i vilken de fyra övriga elementen senare kom att inordnas i ett kvadratiskt diagram.
Apeiron har senare kommit att förknippas med begrepp som eter och kvintessens.